# Šminka
Šminka je vrsta kozmetike, koja se odnosi na proizvode koji su namijenjeni uljepšavanju i promjeni izgleda najčešće žena.
Koristi se za ljepši izgled. Njome se mogu naglasiti pojedini dijelovi lica poput očiju, usana, a služi i prekrivanju onoga što se želi sakriti. Postoji u raznim bojama, najčešće su crvena, ljubičasta, crna i dr. Postoje protivnici šminkanja poput nekih udruga feministica, udruga za zaštitu životinja i dr. Postoje bojazni o štetnosti šminke, kada joj istekne rok trajanja ili kada istu šminku koristi više osoba. Ponekad se u šminci koriste opasne tvari, koje mogu izazvati kožne bolesti poput dermatitisa.

## Vrste
Šminka uključuje: puder, ruž za usne, sjajilo, korektor, maskaru, olovku za obrve, rumenilo, highlighter, sjenila za kapke, tuš(eyeliner)  
te druge tipove kozmetičkih proizvoda.

## Povijest
Prvi arheološki nalazi šminke nađeni su u starom Egiptu oko 3500 godina pr. Kr. Koristili su je pripadnici plemstva poput Nefertiti i Nefertari. Rimljani i Egipćani koristili su šminku i na bazi žive i olova, što je bilo opasno po zdravlje. Šminka se spominje i u Bibliji na više mjesta. Npr. u Drugoj knjizi o Kraljevima spominje se kako je fenička princeza Jezebel šminkala obrve. Oko 1800. godine, Viktorija, kraljica Ujedinjenog Kraljevstva šminku je smatrala vulgarnom i prikladnom jedino za glumce. Tada su se najviše šminkale prostitutke. Šminka se diskretno i rijetko upotrebljavala sve do 20. stoljeća. Izuzetak su bile glumice poput Sarah Bernhardt. Oko 1910. godine nastale su kozmetičke tvrtke koje su osnivali: Liliane Bettencourt (L'Oréal), Elizabeth Arden, Helena Rubinstein i Max Factor. Upotreba šminke, danas je široko raširena.